# Independent Games Festival

Logo des Independent Games Festival (2008)

Das Independent Games Festival (IGF) findet seit 1999 jährlich im Rahmen der Game Developers Conference im Moscone Convention Center in San Francisco statt. Es zeichnet innovative Spiele aus, die von unabhängigen Spieleentwicklern oder Schülern und Studenten entwickelt wurden. Das IGF wurde 1998 gegründet, um die Innovation in der Videospielindustrie zu fördern, inspiriert von ähnlichen Erfolgen des Sundance Film Festival in Bezug auf unabhängige Filmproduktionen. Ein Beispiel, bei dem diese Intention aufging, ist De Blob, das 2007 als Studentenprojekt beim Festival vorgeführt wurde und darauf folgend von THQ für Nintendo DS und Wii angekündigt wurde.
Die vergebenen Auszeichnungen werden von Online-Medien mitverfolgt. Das australian center for the moving image (acmi) zeigt wiederholt eine Ausstellung mit den Teilnehmern vergangener Festivals.

## Unterteilung
Das Festival ist in mehrere Wettbewerbe unterteilt.
- Die IGF Competition ist der hauptsächliche Wettbewerb, an dem Spiele von unabhängigen Softwarefirmen teilnehmen. Die Jury vergibt für jedes Spiel Punkte in verschiedenen Disziplinen. Ferner haben Besucher der Festival-Website die Möglichkeit, sich Demonstrationen der teilnehmenden Spiele anzusehen und ihren Favoriten für den Publikumspreis zu wählen. Die jeweils ersten fünf Teilnehmer in einer Kategorie (beziehungsweise die ersten drei Spiele in der Kategorie Bestes Web-Browser-Spiel) werden als Finalisten ein zweites Mal von einer größeren Jury bewertet, um in jeder Kategorie einen Sieger auszuwählen; der Publikumspreis wird von Besuchern der Game Developers Conference aus den Finalisten bestimmt.
- Für den IGF Student Showcase (zu Deutsch: IGF Studenten-Schaukasten) werden von den Mitgliedern einer Jury für von Schülern oder Studenten entwickelte Spiele Punkte vergeben. Die 12 höchstbewerteten Spiele werden im Rahmen des Festivals als Finalisten für den "Best Student Game"-Preis ausgestellt. Der Sieger des Hauptpreises ist das Spiel mit der höchsten Punktezahl in der Finalistenkür, wird aber erst während der Konferenz preisgegeben. Diese Kategorie wurde 2003 eingeführt, die zusätzliche Auszeichnung für den führenden Teilnehmer wurde das erste Mal 2007 vergeben.
- 2006 und 2007 gab es einen dritten Wettbewerb, in dem Mods zur Bewertung standen. 2006 standen vier Kategorien für vier populäre Spiele zur Verfügung: Half-Life 2, Unreal Tournament 2004, Neverwinter Nights und Doom 3. 2007 wurden die Spiele nach ihrem Genre unterteilt: Einzelspieler FPS Mod, Mehrspieler FPS Mod, RPG Mod und Andere. Auch wurde, ähnlich wie für studentische Spiele, ein Preis für das beste Spiel vergeben. 2008 sollen Mods wieder mit vollwertigen Spielen in der IGF Competition antreten; der verminderte Arbeitsaufwand soll dabei in die Bewertung durch die Jury eingehen.

Seit 2004 werden im Hauptwettbewerb auch Browserspiele ausgezeichnet. In den Jahren 2004 und 2005 wurden dabei die Wettbewerbskategorien in zwei Gruppen unterteilt: Browserspiele mit einer Downloadgröße von weniger als 15 MB erhielten eine eigene Sparte, in welcher der Hauptpreis und die Einzelpreise ein zweites Mal vergeben wurden. 2006 wurde diese Unterteilung aufgehoben und eine Einzelkategorie für Browserspiele eingeführt.

## Preise
Im Hauptwettbewerb IGF Competition werden die folgenden Preise verliehen: Hauptpreis ist der Seumas McNally Grand Prize, der 2007 mit 20.000 $ dotiert war. Seumas McNally ist der Name des ersten IGF-Preisträgers und Gründers von Longbow Digital Arts; er verstarb kurz nach der Auszeichnung. Die Einzelkategorien, in denen 2007 jeweils Preisgelder von 2.500 $ vergeben wurden, sind: Technische Perfektion, Innovative Grafik, Innovativer Sound, Innovatives Game-Design, Bestes Browserspiel sowie der Publikumspreis. Zusätzlich zum Geldpreis erhalten Finalisten und Gewinner 1–2 Eintrittskarten zu der Game Developers Conference und die Erlaubnis, ihr Spiel ein Jahr lang mit der erhaltenen Auszeichnung zu bewerben. Die Gewinner des "Student Showcase"-Preises erhielten 500 $, der Preis Best Student Game war mit 2500 $ dotiert. Der Gesamtgewinner des Mod-Wettbewerbs erhielt 5000 $.

## IGF Competition Gewinner

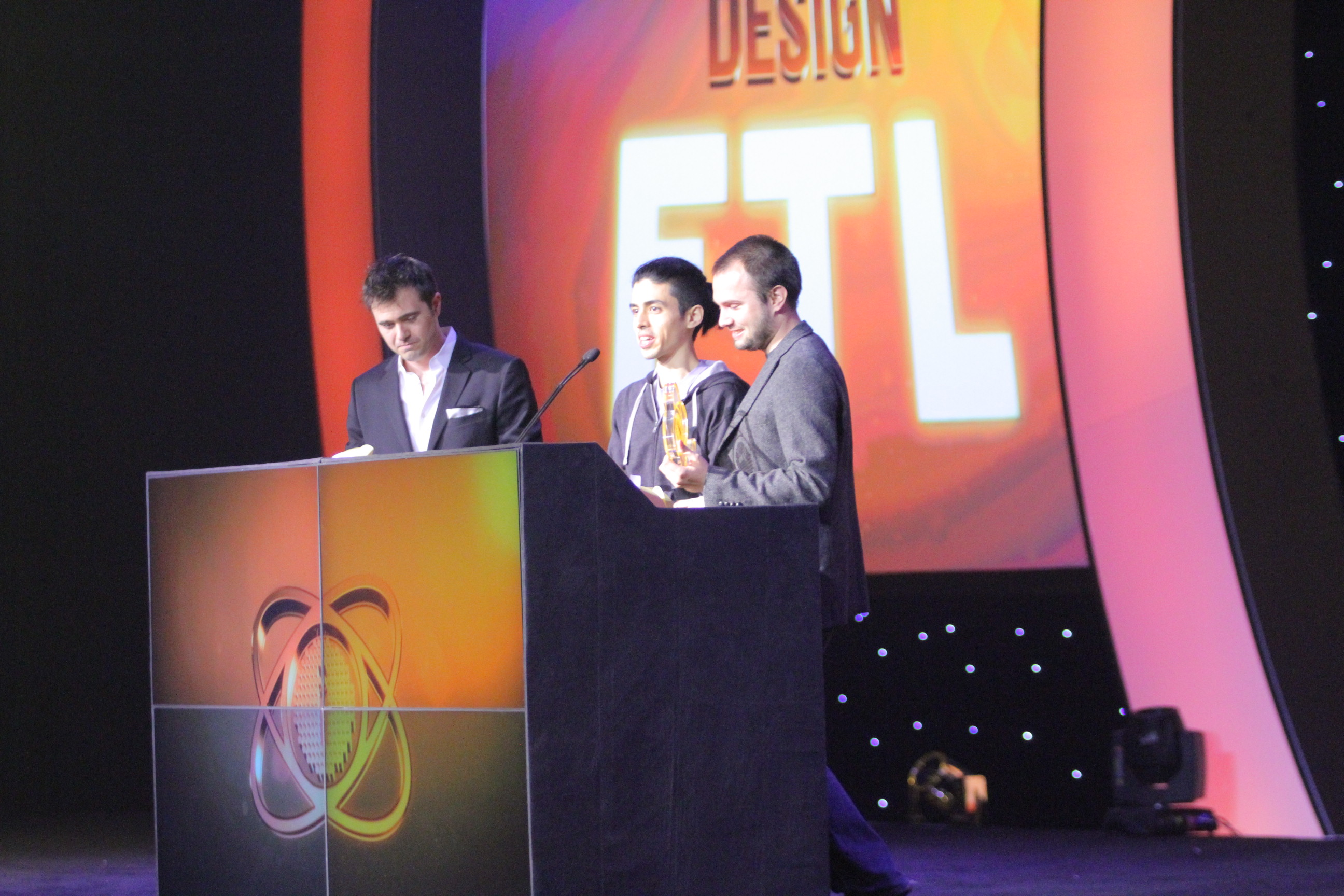
FTL: Faster than light Entwickler Subset Games bei den IGF 2013.

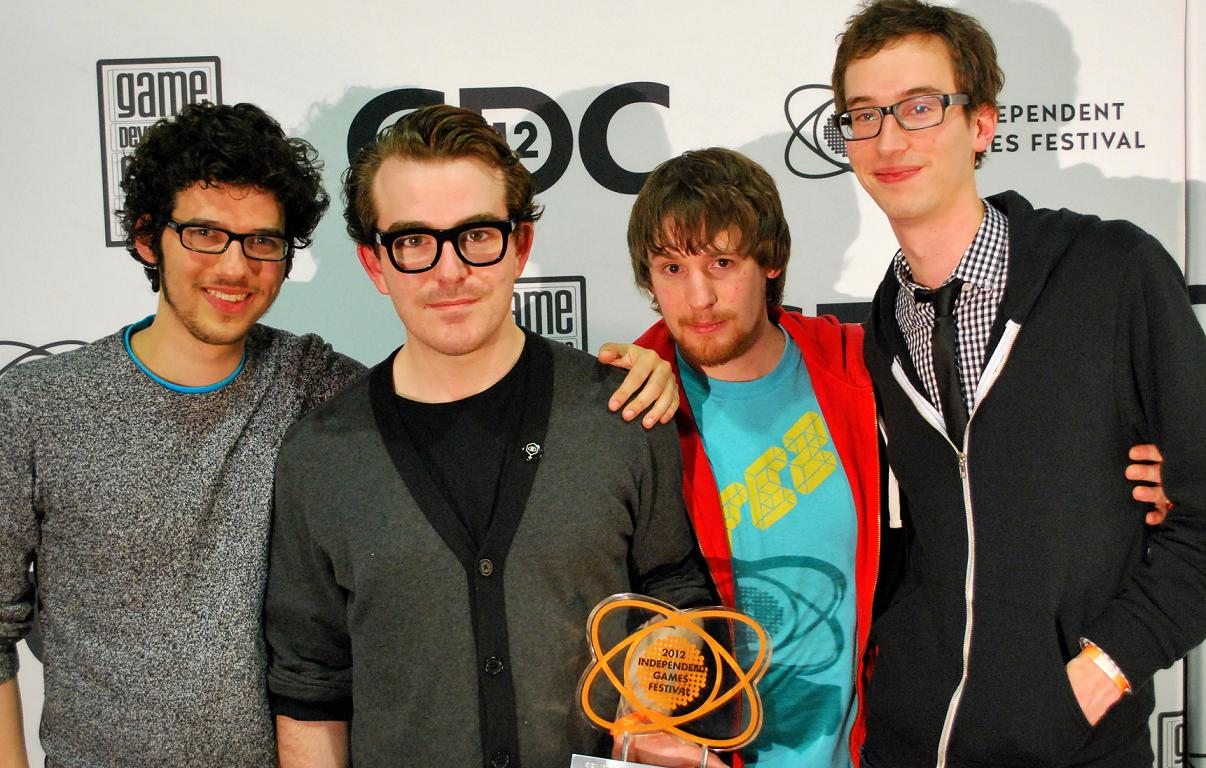
FEZ-Entwicklungsteam auf der GDC 2012: (von links): Komponist Rich "Disasterpeace" Vreeland, Designer Phil Fish, Sound Effekt Designer Brandon McCartin, Programmierer Renaud Bédard

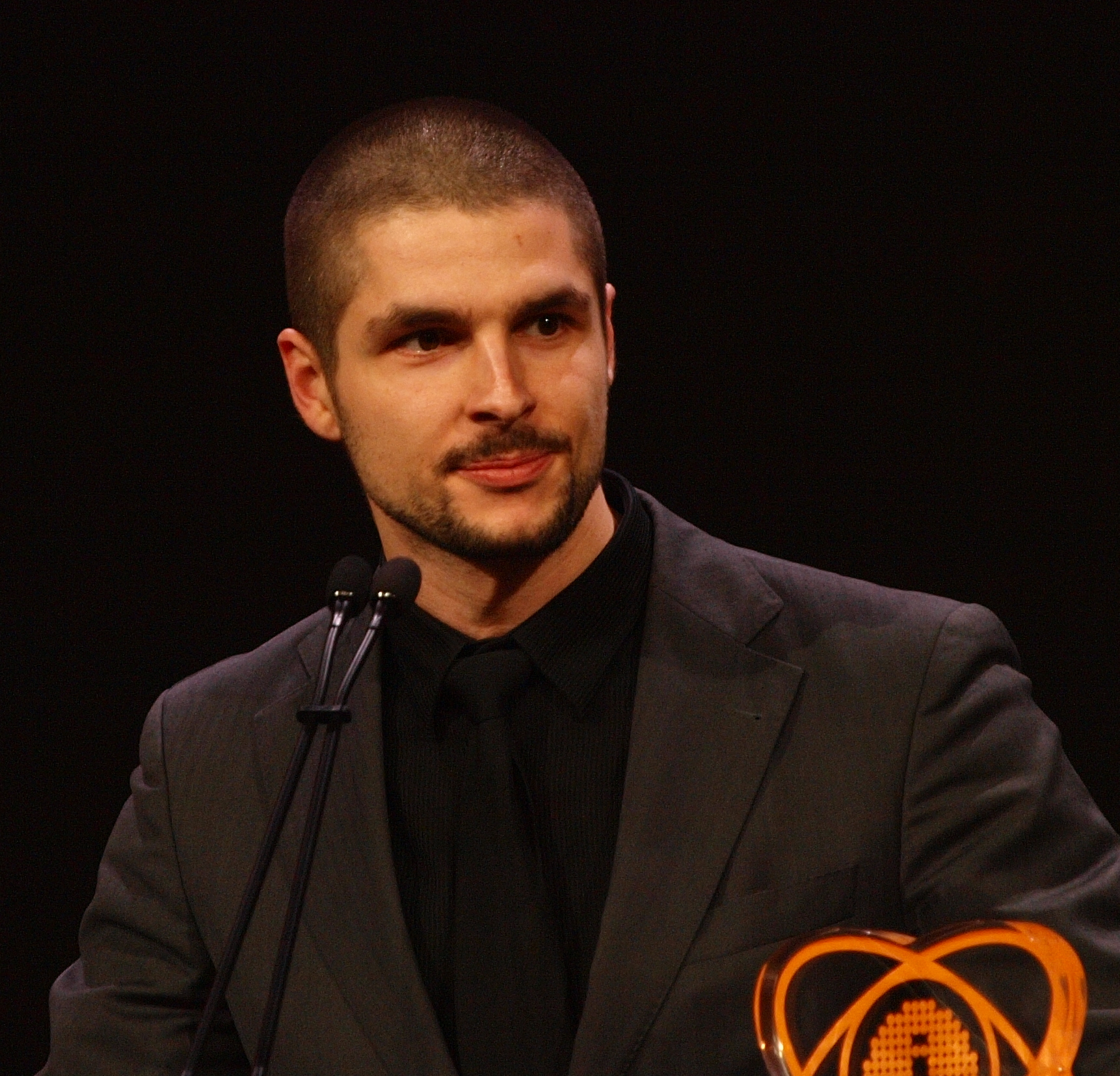
Dino Patti, Entwickler von Limbo, beim Independent Games Festival 2010

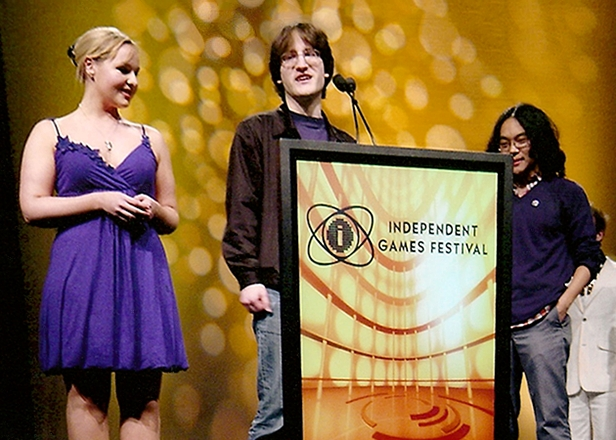
Die Aquaria Entwickler Jenna Sharpe, Alec Holowka und Derek Yu bei der Verleihung des IGF-Hauptpreises im Jahre 2007

### Seumas McNally Grand Prize ($20,000)
2018: Night in the Woods
2017: Quadrilateral Cowboy
2016: Her Story
2015: Outer Wilds
2014: Papers, Please
2013: Cart Life
2012: Fez
2011: Minecraft
2010: Monaco
2009: Blueberry Garden
2008: Crayon Physics Deluxe
2007: Aquaria
2006: Darwinia
2005: Gish
2004: Savage: The Battle for Newerth
2003: Wild Earth
2002: Bad Milk
2001: Shattered Galaxy aka Tactical Commanders
2000: Tread Marks
1999: Fire And Darkness
Web-basierte Spiele:
2005: Wik and the Fable of Souls
2004: Oasis

### Technische Perfektion ($2,500)
2013: Little Inferno
2012: Antichamber
2011: Amnesia: The Dark Descent
2010: Limbo
2009: Cortex Command
2008: World of Goo
2007: Bang! Howdy (Three Rings Design)
2006: Darwinia
2005: Alien Hominid
2004: Savage: The Battle for Newerth
2003: Reiner Knizia's Samurai
2002: Ace Of Angels
2001: Shattered Galaxy
2000: Tread Marks
1999: Terminus (Vicarious Visions)
Web-basierte Spiele:
2005: RocketBowl
2004: Yohoho! Puzzle Pirates

### Innovative Grafik ($2,500)
2018: Chuchel
2017: Hyper Light Drifter
2016: Oxenfree
2015: Metamorphabet
2014: Gorogoa
2013: Kentucky Route Zero
2012: Dear Esther
2011: BIT.TRIP RUNNER
2010: Limbo
2009: Machinarium
2008: Fez
2007: Castle Crashers (The Behemoth)
2006: Darwinia
2005: Alien Hominid
2004: Spartan
2003: Wild Earth
2002: Banja Taiyo
2001: Hardwood Spades
2000: King Of Dragon Pass
1999: Crime Cities
Web-basierte Spiele:
2005: Wik and the Fable of Souls
2004: Dr. Blob's Oranism

### Innovativer Sound ($2,500)
2018: Uurnog Uurnlimited
2017: GoNNER
2016: Mini Metro
2015: Ephemerid: A Musical Adventure
2014: DEVICE 6
2013: 140
2012: Botanicula
2011: Amnesia: The Dark Descent
2010: Closure
2009: BrainPipe
2008: Audiosurf
2007: Everyday Shooter (Queasy Games)
2006: Weird Worlds: Return to Infinite Space
2005: Steer Madness
2004: Anito: Defend a Land Enraged
2003: Terraformers
2002: Bad Milk
2001: Chase Ace 2
2000: Blix
1999: Terminus
Web-basierte Spiele:
2005: Global Defense Network
2004: Dr. Blob's Oranism

### Nuovo Award ($2,500)
2018: Getting Over It with Bennett Foddy
2017: Oiκοςpiel, Book I
2016: Cibele
2015: Tetrageddon
2014: Luxuria Superbia
2013: Cart Life
2012: Storyteller
2011: Nidhogg
2010: Tuning
2009: Between
2008: World of Goo
2007: Everyday Shooter (Queasy Games)
2006: Braid
2005: Gish
2004: Bontãgo
2003: Wild Earth
2002: Insaniquarium
2001: Shattered Galaxy aka Tactical Commanders
2000: Tread Marks
1999: Resurrection

### Innovatives Design ($2,500)
2017: Quadrilateral Cowboy
2016: Keep Talking and Nobody Explodes
2015: Outer Wilds
2014: Papers, Please
2013: FTL: Faster Than Light
2012: Spelunky
2011: Desktop Dungeons
2010: Monaco
2009: Musaic Box
Web-basierte Spiele:
2005: Wik and the Fable of Souls
2004: Oasis

### Bestes Browserspiel ($2,500)
2008: Iron Dukes
2007: Samorost 2
2006: Dad 'n Me

### Publikumspreis ($2,500)
2017: Hyper Light Drifter
2016: Undertale
2015: This War Of Mine
2014: The Stanley Parable
2013: FTL: Faster Than Light
2012: Frozen Synapse
2011: Minecraft
2010: Heroes of Newerth
2009: Cortex Command
2008: Audiosurf
2007: Castle Crashers (The Behemoth)
2006: Dofus
2005: Alien Hominid
2004: Savage: The Battle for Newerth
2003: Pontifex II
2002: Kung Fu Chess
2001: Shattered Galaxy aka Tactical Commanders
2000: The Rift
1999: Fire and Darkness
Web-basierte Spiele:
2005: N
2004: Puzzle Piraten

### D2D Vision Award
2011: Amnesia: The Dark Descent
2010: Max and the Magic Marker
2009: Osmos